# 日落號列車
《日落號列車》（英語：The Sunset Limited）是一部2011年美國劇情電視電影，改編自戈馬克·麥卡錫的2006年同名劇作。電影由湯米·李·瓊斯執導並與山繆·傑克森共同擔任主演（兩人此前合作過2000年電影《火線衝突》），麥卡錫編寫改編劇本，2011年2月12日在HBO首播。劇情講述一名黑人宗教主義者在列車月台阻止一名企圖自殺的無神論白人教授，之後兩人在紐約市的一間公寓裡討論起精神、哲學和深度的問題。

## 演員
- 湯米·李·瓊斯飾演白人
- 山繆·傑克森飾演黑人

## 外部連結
- 互联网电影数据库（IMDb）上《日落號列車》的资料（英文）